# (3716) Petzval
(3716) Petzval est un astéroïde de la ceinture principale.

## Description
(3716) Petzval est un astéroïde de la ceinture principale. Il fut découvert le 2 octobre 1980 à l'Observatoire Kleť par Antonín Mrkos. Il présente une orbite caractérisée par un demi-grand axe de 2,40 UA, une excentricité de 0,22 et une inclinaison de 2,5° par rapport à l'écliptique.

## Compléments